# 신이 있는 달의 아이
《신이 있는 달의 아이》(일본어: 神在月のこども)는 일본에서 제작된 시라이 타카나 감독의 2021년 애니메이션, 드라마, 판타지, 미스터리 영화이다.

## 목소리 출연
- 마키타 아주 - 하야마 간나 역
- 사카모토 마아야 - 시로 역
- 이리노 미유 - 야토/야샤 역
- 나가세 리코 - 미키 역
- 시바사키 코우 - 하야마 야요이 역
- 이우라 아라타 - 하야마 노리마사 역
- 카미야 아키라 - 오오쿠니누시 역
- 챠후린 - 고토시로누시 역
- 타카기 와타루 - 류진 역